# وزارة الموانئ (الصومال)
وزارة الموانئ هي وزارة مسؤولة عن الإشراف على النقل البحري وإدارة الموانئ في الصومال.
عين رئيس الوزراء الصومالي حمزة عبدي بري وزير العدل السابق عبد الله أحمد جامع (إلكجير)  وزيرا للموانئ خلفا للوزيرة مريم أويس جامع. 
في عام 2020 أصبحت الصومال مستعدة للانضمام إلى قائمة دول الموانئ بعد أن أكملت البلاد تطوير رمز الشحن الصومالي بعد ست سنوات. بدعم من المنظمة البحرية الدولية (IMO) وبعثة الأمم المتحدة للمساعدة في الصومال (UNSOM) والتي عملت مع الوزارة على تقديم التدريب الفني والوظائف القانونية لموظفيها، وفي حال أقر البرلمان القانون فإنه سيسمح للصومال "بالاضطلاع بمسؤولياتها كدولة ذات موانئ وكدولة ساحلية". 

## أنظر أيضا
- النقل في الصومال
- التاريخ البحري للصومال